# Enrique García Martínez
Enrique García Martínez, més conegut com a Kike García (Motilla del Palancar, Conca, 25 de novembre de 1989) és un futbolista castellanomanxec, que juga com a davanter al RCD Espanyol

## Trajectòria
Natural de Motilla del Palancar (Conca). Va pertànyer a les categories inferiors del Motilla CF, va passar a jugar en el Juvenil Nacional de Quintanar del Rey (Conca), i seguidament va fitxar pel Real Murcia. Va debutar a Segona Divisió la temporada 2008-09 en el partit Real Murcia 2-2 Celta de Vigo. El seu primer gol amb el primer equip el va aconseguir el 13 de juny de 2009, en un partit que el Real Murcia va guanyar 2-1 contra la UD Salamanca.
La temporada 2009-10 va descendir a 2a B amb el Real Murcia, però la direcció tècnica del conjunt murcià va decidir apostar pel conquenc per tornar a la Segona Divisió.
La temporada 2010-11 tot i que va partir com a suplent, es va consolidar com a peça indispensable del Real Múrcia que acabaria aconseguint l'ascens a la Segona Divisió, i va ser finalment campió absolut de la categoria.
La temporada 2011-12 Kike era la gran aposta per ocupar la posició de davanter, però en el partit en l'Estadi Martínez Valero enfront de l'Elx C. F. va sofrir una lesió que el mantindria tota la temporada a la infermeria.
Al final de la temporada 2013-14, el Real Murcia va vendre Kike al Middlesbrough FC per 3 500 000 euros. Havia finalitzat l'exercici marcant 23 gols i quedant tercer empatat amb el segon en el lloc de pitxitxi. El gener de 2016, va fitxar per la Societat Esportiva Eibar, però no va poder ser inscrit per la LFP, en arribar tard la seva fitxa. A l'equip eibarrès es va consolidar com un jugador important i en un dels principals golejadors del quadre guipuscoà.

## Internacional
Va formar part de l'equip espanyol que va obtenir la medalla d'or en els XVI Jocs del Mediterrani, que es van disputar a Itàlia el 2009, així com també va participar en el Mundial sub-20 d'Egipte 2009, marcant 2 gols.

## Palmarès

### Club
Múrcia
- Segona Divisió B: 2010–11

### Internacional
Espanya sub-20
- Jocs Mediterranis: 2009[7]